# Ashley Eden
Ashley Eden (Hertingfordbury, 13 novembre 1831 – 8 luglio 1887) è stato un diplomatico britannico.
Eden era il terzo figlio di Robert John Eden, III conte di Auckland e vescovo di Bath e Wells. Suo zio era George Eden, I conte di Auckland.
Ashley nacque a Hertingfordbury, nell'Hertfordshire e studiò prima alla Rugby School e poi al Winchester College, fino al 1849, quando entrò a far parte dell'Indian civil service. Dal 1850 al 1851 frequentò il college della Compagnia delle Indie Orientali e nel 1852 raggiunse l'India, dove ricoprì l'incarico di assistente del magistrato di Rajshahi.
Nel 1856 fu promosso come magistrato di Moorshedábád e durante la Rivolta dei Sepoy ebbe simpatia per la ribellione in quella città. Nel 1860 fu nominato segretario presso il governo del Bengala e membro d'ufficio del Consiglio legislativo del Bengala. Mantenne questo posto per undici anni, durante l'ultimo periodo del mandato del luogotenente-governatore Sir John Peter Grant e durante i mandati di Sir Cecil Beadon e Sir William Grey.
Nel 1860 Eden accompagnò, come agente politico, una forza che aveva l'ordine di invadere il Sikkim e nel marzo 1861 firmò con il raja Sidkeong Namgyal il Trattato di Tumlong che assicurava la protezione ai viaggiatori e la libertà di commercio. Grazie a questo successo Eden venne nominato inviato speciale in Bhutan nel 1863. Senza alcuna forza armata le sue richieste vennero respinte. Firmò un trattato favorevole per i bhutanesi, trattato che non venne ratificato dal governo supremo, causando la Guerra del Bhutan.
Nel 1871 Eden fu il primo governatore civile della Birmania britannica, incarico che mantenne fino alla sua nomina a luogotenente governatore del Bengala nel 1877. Nel 1878 gli venne conferito l'ordine della Stella d'India e nel 1882 si dimise dall'incarico.
Morì il 9 luglio 1887.